# Heinrich von Moos (Schultheiss)
Heinrich von Moos († 20. Juli 1430 in Luzern) war ein Schweizer Adliger und u. a. Schultheiss der Stadt Luzern.

## Leben
Heinrich von Moos war ein Sohn des Junkers und Landammanns Heinrich von Moos.
Durch die Namensgleichheit mit seinem Vater verursacht, benennen einige Quellen einen Schultheiss oder Altschultheiss Heinrich von Moos, der in der Schlacht bei Sempach 1386 umgekommen sein soll. Dagegen war es sein Vater, der in der Schlacht umkam, der jedoch nicht die Schultheisswürde innehatte. Eine andere Quelle beschreibt fälschlicherweise sogar nur die Verwundung eines Heinrichs von Moos in der Schlacht.
Heinrich von Moos hatte 1391, 1420, 1423 und 1425 die Schultheisswürde, bis 1430 abgewechselt durch den Posten als Landammann, der Stadt Luzern inne. 1387 und 1414 wurde er in den Kleinrat der Stadt Luzern gewählt. Ab ca. 1402 war er Grossrat. Von 1413 bis 1415 wird er als Vogt von Rothenburg geführt und von 1421 bis 1427 als Baumeister.
Er hatte als österreichisches Pfand die Vogtei Malters erhalten, die aber 1424 und nach seinem Tod 1431 vom Kaiser Sigismund als Reichslehen verliehen wurde.